# Tarquí
Tarquí là một khu tự quản thuộc tỉnh Huila, Colombia. Thủ phủ của khu tự quản Tarquí đóng tại Tarquí Khu tự quản Tarquí có diện tích 347 ki lô mét vuông. Đến thời điểm ngày 28 tháng 5 năm 2005, khu tự quản Tarquí có dân số 12484 người.